# Юліус Стрніско
Юліус Стрніско (словац. Július Strnisko; нар. 6 серпня 1958, Нітра, Нітранський край, Словаччина — 20 вересня 2008, Нітра) — чехословацький борець вільного стилю, дворазовий бронзовий призер чемпіонатів Європи, бронзовий призер Олімпійських ігор.

## Життєпис
Юліус Стрніско був наймолодшим із шести синів електрика з Нітри. Старший брат Пітер вже виступав за «AC Nitra» і використовував молодшого брата вдома як «тренувальний манекен». Згодом і Юліус почав займатися боротьбою. Його першим тренером був Йозеф Світач.
І Пітер, і Юліус потрапили до короткого списку на Олімпіаду в Москві. Проте старший брат отримав травму і не поїхав. Юліусу було лише двадцять два, і він вже виступав за елітну празьку «Rudá hvezda», до якої потрапив, коли йому було дев'ятнадцять. На той час він закінчив навчання в Беладіче поблизу Нітри та отримав освіту зварювальника.
На Олімпіаді він спочатку переміг індійця Сатпала Сінгха, потім Саїда із Сирії, а також румуна Василе Пушкашу та Гаральда Бюттнера з НДР.
Матч з румуном один із найбільш пам'ятних у його кар'єрі. За п'ять секунд до кінця він все ще програвав 4:5, але на останніх секундах йому вдалося кинути Пушкашу і Юліус виграв 6:5. Ця перемога забезпечила йому медаль. Він пройшов до фінальної трійки. Там він поступився болгарину Славчо Червенкову та Іллі Мате із СРСР.
Пізніше Юліус Стрніско фінішував третім на чемпіонатах Європи 1982 і 1983 років. Найкращу форму і ідеальний вік він мав у 1984 році, але комуністична влада не пустила чехословацьких спортсменів на Олімпіаду в Лос-Анджелес.
На літніх Олімпійських іграх 1988 року в Сеулі виступив невдало, не вийшовши з групи, після чого завершив виступи через хронічні проблеми з коліном. Після завершення активної кар'єри повернувся до Нітри. Спочатку заробляв на життя зварювальником. Він також був круп'є в казино. Востаннє він володів невеликим кафе з ігровою кімнатою в центрі Нітри. Весь час був тренером-волонтером.
Помер раптово у 50-річному віці від серцевого нападу.

## Спортивні результати на міжнародних змаганнях

### Виступи на Олімпіадах
| Змагання                    | Збірна         | Вагова категорія           | Місце             |
| --------------------------- | -------------- | -------------------------- | ----------------- |
| Літні Олімпійські ігри 1980 | Чехословаччина | вільна боротьба, до 100 кг | Бронза            |
| Літні Олімпійські ігри 1988 | Чехословаччина | вільна боротьба, до 100 кг | не вийшов з групи |

### Виступи на Чемпіонатах світу
| Змагання                        | Збірна         | Вагова категорія           | Місце |
| ------------------------------- | -------------- | -------------------------- | ----- |
| Чемпіонат світу з боротьби 1982 | Чехословаччина | вільна боротьба, до 100 кг | 5     |
| Чемпіонат світу з боротьби 1983 | Чехословаччина | вільна боротьба, до 100 кг | 6     |
| Чемпіонат світу з боротьби 1986 | Чехословаччина | вільна боротьба, до 100 кг | 6     |
| Чемпіонат світу з боротьби 1987 | Чехословаччина | вільна боротьба, до 100 кг | 4     |

### Виступи на Чемпіонатах Європи
| Змагання                         | Збірна         | Вагова категорія           | Місце  |
| -------------------------------- | -------------- | -------------------------- | ------ |
| Чемпіонат Європи з боротьби 1978 | Чехословаччина | вільна боротьба, до 100 кг | 5      |
| Чемпіонат Європи з боротьби 1979 | Чехословаччина | вільна боротьба, до 100 кг | 4      |
| Чемпіонат Європи з боротьби 1980 | Чехословаччина | вільна боротьба, до 100 кг | 6      |
| Чемпіонат Європи з боротьби 1981 | Чехословаччина | вільна боротьба, до 100 кг | 7      |
| Чемпіонат Європи з боротьби 1982 | Чехословаччина | вільна боротьба, до 100 кг | Бронза |
| Чемпіонат Європи з боротьби 1983 | Чехословаччина | вільна боротьба, до 100 кг | Бронза |
| Чемпіонат Європи з боротьби 1984 | Чехословаччина | вільна боротьба, до 100 кг | 6      |
| Чемпіонат Європи з боротьби 1987 | Чехословаччина | вільна боротьба, до 100 кг | 4      |

### Виступи на інших змаганнях
| Змагання                           | Збірна         | Вагова категорія           | Місце  |
| ---------------------------------- | -------------- | -------------------------- | ------ |
| Гран-прі Німеччини з боротьби 1981 | Чехословаччина | вільна боротьба, до 100 кг | Срібло |
| Гран-прі Німеччини з боротьби 1986 | Чехословаччина | вільна боротьба, до 90 кг  | 5      |
| Гран-прі Німеччини з боротьби 1988 | Чехословаччина | вільна боротьба, до 100 кг | Бронза |

### Виступи на змаганнях молодших вікових груп
| Змагання                                      | Збірна         | Вагова категорія           | Місце |
| --------------------------------------------- | -------------- | -------------------------- | ----- |
| Чемпіонат Європи з боротьби серед молоді 1978 | Чехословаччина | вільна боротьба, до 100 кг | 5     |